# Protemnodon
Genre
Protemnodon est un genre éteint de la mégafaune qui vivait en Australie et en Papouasie-Nouvelle-Guinée lors du Pléistocène.

## Description
Morphologiquement, le protemnodon était proche du wallaby actuel, bien qu’étant plus grand. En effet la grande majorité des espèces de ce genre pesaient 110 kg. Protemnodon hopei était le plus petit des protemnodons et pesait 45 kg.

## Liste des espèces
- † Protemnodon otibandus
- † Protemnodon buloloensis
- † Protemnodon hopei
- † Protemnodon tumbuna
- † Protemnodon nombe
- † Protemnodon snewiki
- † Protemnodon anak
- † Protemnodon antaeus
- † Protemnodon goliah
- † Protemnodon parvus
- † Protemnodon viator[3].